# Zhenbao
La Isla de Zhenbao (chino simplificado: 珍宝, chino tradicional: 珍寶, pinyin: Zhēnbǎo, literalmente "tesoro"), también conocida por su nombre ruso de Isla de Damanski (о́стров Дама́нский) es una pequeña isla china de 0,74 km² en el río Ussuri en la frontera entre Rusia y China.
La isla fue objeto de una disputa territorial entre la Unión Soviética y la República Popular China en 1969, cuando tropas chinas atacaron a las tropas soviéticas estacionadas en la isla. El enfrentamiento bélico tuvo lugar en el marco de las reivindicaciones territoriales de China sobre zonas controladas por la Unión Soviética que afloraron después de producirse la Ruptura Sino-Soviética, la crisis en las relaciones entre los dos países durante los años 1960.
La lucha por la isla causó unos 58 muertos y 94 heridos en las filas soviéticas y unas 800 bajas entre muertos y heridos en las filas chinas.
El 19 de mayo de 1991, la Unión Soviética aceptó reconocer la soberanía china sobre la isla firmando el Acuerdo fronterizo sino-soviético de 1991 con la República Popular China.
Existe un documental soviético, titulado Isla de Damanski, año 1969 ("Остров Даманский. 1969 год"), que recoge entrevistas con soldados de los dos bandos.
La película El espejo de Andréi Tarkovski incluye una secuencia documental del desarrollo del conflicto fronterizo sino-soviético por la posesión de la isla.